# Péntek 13. – IV. rész: Az utolsó fejezet
A Péntek 13. – IV. rész: Jason visszatér  (Friday 13th – The Final Chapter) egy 1984-es film, a Péntek 13.-sorozat negyedik darabja.

## Történet
A rendőrség és a mentők a Higgins Havennél helyszínelnek, ahol Jason legutóbbi ámokfutása során egy csapat fiatallal végzett. A holttestek között megtalálják magát Jasont is. Miközben a holttesteket a Wessex megyei hullaházba szállítják át, Jason felébred, megöl egy nővért és egy kórboncnokot, majd visszatér a Kristály-tóhoz újabb áldozatokért.
Hat barát, Paul, Samantha, Sara, Doug, Ted és Jimmy kibérteltek egy házat a Kristály-tó mellett. Útjukon a házhoz, elhaladnak Mrs Voorhees sírja mellett, és belebotlanak egy stopposba is, akit néhány perccel később Jason meg is gyilkol. A kibérelt ház mellett él a Jarvis család: Mrs Jarvis, a lánya, Trish, a 12 éves Tommy, és a kutyájuk, Gordon. A hat barát, érkezésük során, egyből megismerkedik a családdal. Másnap a csapat fürdeni megy a tóhoz két ikertestvérrel, Tinával és Terrivel, akikkel az erdőben találkoztak. Trish és Tommy is arra járnak, és meg is hívja őket a csapat az aznap este tartandó bulijukra. Kicsivel később Trish kocsija lerobban, de segítségükre siet egy rejtélyes turista, Rob, akivel össze is barátkoznak, majd Rob házuk mellett ver sátrat.
Este, a hat barát bulija vérfürdőbe csap át, Jason egyenként meggyilkolja őket. Eközben a saját házukban Trish és Tommy anyjuk hűlt helyét lelik, így Robtól kérnek segítséget. Rob elmondja, hogy ő valójában Sandra Dier testvére, aki Jason áldozatául esett a 2. részben, és most Rob a gyilkost keresi, hogy bosszút álljon húga haláláért. Trish és Rob átmennek a szomszéd házba segítségért, míg Tommy átnézi Rob újságcikkgyűjteményét Jasonről. Trish és Rob elszörnyedve találnak rá a hullákra a szomszéd házban, majd Jason megöli Robot is. Trish visszaszalad a Jarvis házba. Eközben Tommy kopaszra borotválja a fejét, így pontosan úgy néz ki, mint Jason kiskorában. Ezzel képes elterelni a szörny figyelmét, akit Trish közben elkezd ütni a machetével, s véletlenül leveri a maszkját is, felfedve Jason borzasztóan eldeformálódott arcát. Trish Jason fejét veszi célba, de a szörnyeteg csak nem hal meg. Tommy megszerzi Jason machetéjét, és teljes erejéből belevágja Jason fejébe, kettévágva ezzel a koponyáját. Bár Jason már nyilvánvalóan halott, holttestét Tommy továbbra is csapkodja a machetével, teljesen kifordulva önmagából. Trish-t rémülettel tölti el Tommy erőszakos viselkedése.
Kiérkeznek a mentők és kórházba viszik a Jarvis testvéreket. Az orvosok elmondják Trish-nek, hogy Tommy sokkos állapotba került a történtek hatására, és valószínűleg ezért viselkedett ennyire megdöbbentően. Trish bemegy Tommy kórtermébe, ahol erősen átölelik egymást. Tommy hirtelen kinyitja szemét, és sötét, gyilkos tekintettel néz maga elé...

## Szereplők
- Ted White (Jason Voorhees)
- Kimberly Beck (Trisha "Trish" Jarvis)
- Barbara Howard (Sara)
- Crispin Glover (Jimmy)
- E. Erich Anderson (Rob Dier)
- Corey Feldman (Tommy Jarvis)
- Bruce Mahler (Axel)
- Lawrence Monoson (Ted)
- Peter Barton (Doug)
- Joan Freeman (Mrs. Jarvis)
- Clyde Hayes (Paul)
- Judie Aronson (Samantha)
- Camilla More (Tina)
- Carey More (Terri)
- Lisa Freeman (Morgan nővér)
- Wayne Grace (Jamison rendőr)
- Antony Ponzini (Vincent)
- Frankie Hill (Lainie)
- Paul Lukather (doktor)
- Bonnie Hellman (stoppos)
- Arnie Moore (Medic)
- Robert Perault (Medic)
- John Walsh (tévébemondó)
- Gene Ross (zsaru)
- Abigail Shelton (nő)
- Robyn Woods (lány a zuhanyzóban)
- Thad Geer (Running man)
- Tom Everett (Flashlight man)
- William Irby (helikopter pilóta)
- Terry Ballard (rendőr)